# Regime Aduaneiro Especial de Entreposto Industrial sob Controle Informatizado
O Regime Aduaneiro Especial de Entreposto Industrial sob Controle Informatizado (RECOF) é uma instrução normativa adotada pelo governo brasileiro para importação de produtos para industrialização que visa estimular a produção industrial e exportação. Trata-se do sistema de tributação simplificada criado pela Instrução Normativa RFB nº 1.291/2012 com fundamentação legal no artigo 93 do Decreto-Lei nº 37/1966, nos arts. 59, 63 e 92 da Lei nº 10.833/2003 e no art. 14 § 2º da Lei nº 10.865/2004.

## Abrangência
Criado pelo governo brasileiro para permitir às empresas, importar de forma simplificada, depois de submetidas a operação de industrialização e que possam ser destinadas à exportação. Parte da mercadoria admitida no regime poderá ser despachada para consumo interno, exportada, reexportada ou destruída sob controle aduaneiro.
Num primeiro momento o regime foi voltado apenas às indústrias de informática e semicondutores, tendo sua abrangência estendida às indústrias aeronáutica e automotivas em 2002. Somente em 2012 a habilitação passou a ser autorizada a outros ramos da indústria. Atualmente, após uma atualização implantada em 2015, todas as empresas podem se tornar aptas para habilitação ao Recof e os limites de patrimônio líquido exigidos também foram reduzidos, com o intuito de aumentar o número de empresas hábeis a se tornarem beneficiárias do regime especial.

## Prazos e Destinações
A mercadoria importada deve ser destinada no prazo de um ano, prorrogável por, no máximo, mais um ano.  Se não exportado após incorporado a outro produto ou nacionalizado, o componente importado sob o regime poderá ter outras destinações: exportação no estado natural, reexportação, devolução ou destruição.

## AER
Em 2002 foi criada a AER, uma organização que representa os interesses comuns das empresas beneficiárias do RECOF, bem como também aquelas habilitadas à Linha Azul e, mais recentemente, as empresas que vem se habilitando ao programa Operador Econômico Autorizado (OEA).

## Recof SPED
Atualmente encontra-se em discussão um novo passo evolutivo do RECOF, denominado RECOF SPED. Trata-se de proposta que visa a substituir a exigência do sistema informatizado de controle pelo envio de informações pela empresa diretamente aos bancos de dados do SPED (Sistema Público de Escrituração Digital), sistema também administrado pela Receita Federal do Brasil em conjunto com os fiscos estaduais e diversos outros órgãos públicos.

## Ligações Externas
- Receita Federal do Brasil
- AER
- Programa brasileiro de OEA
- Página das normas de criação